# Lakshmi Narayan Mandir, Jaipur
Le temple de Lakshmi Narayan est un temple hindou, sis à Jaipur, état du Rajasthan en Inde.

## Histoire
Ce temple est un des mandirs construits dans diverses régions de l'Inde  par des membres de la famille Birla.
Suivant les préceptes de la religion hindoue, au même titre que le développement de l'étude et l'enseignement du sanskrit, des arts, de la poésie, la construction d'un temple est une action méritoire susceptible d'attirer les faveurs des dieux tout autant que le respect des fidèles. Selon la légende colportée par les guides, la prospérité de la Famille Birla se perpétuera tant qu'elle construira des temples. C'est la raison pour laquelle il y a toujours un Birla Mandir en construction quelque part en Inde... et que son achèvement et sa finition prennent toujours du temps. Leur construction est confiée au trust familial par le biais d'une fondation qui construit aussi, pour les mêmes raisons, mais il faut le souligner, des universités et des écoles.
En 1988, pour l'État du Rajasthan, la fondation a commandité la construction d'un temple, en bordure de la partie ancienne de la ville au pied du fort de Moti Doogri, près d'une des grandes artères qui quadrillent la ville.

## Architecture
Le temple est édifié, comme toujours, sur une terrasse à laquelle on accède par un escalier monumental.
De part et d'autre deux petits chhatris, abritent les statues de Braj Mohan Birla et de Rukmany Devi Birla son épouse, en position de respectueuse dévotion devant les deux époux sacrés.
Son architecture s'inspire de la construction traditionnelle des mandirs les plus simples. On y trouve :
- un torana dont les arcs aboutés, finement sculptés en guirlande ornés de représentations des deux époux Lakshmi et Narayan enlacés[1], sont reproduits sur toutes les ouvertures et portes latérales. Derrière s'ouvre un vaste porche dont le tympan est orné d'une statue de Ganesh en ronde bosse. Cette salle où le dévot s'apprête au recueillement est couverte d'une première coupole circulaire.
- un mandapa, grand salle vouée à la méditation. Y déambulent en fait plus de curieux et de touristes que de dévots. Elle est couverte par une voûte en forme de pyramide rectangulaire.
- une cella juste bornée par une balustrade dans laquelle est édifiée une représentation monumentale de Lakshmi Narayan[1], réalisée dans un unique bloc de marbre blanc.
- un shikhara épuré marque l'emplacement de la cella.

Un éclairage étudié fait, de nuit, un effet saisissant car la  totalité de l'édifice est réalisé en marbres blancs du Rajasthan, certains en partie translucide.

## Dédicace
La grande taille du Ganesh du portail rappelle les idéaux de tolérance et de sagesse que commande l’intelligence.
D'ailleurs les dédicataires ont fait mentionner « Ouvert à tous les fidèles » de toutes les religions, sans ostracisme aucun s'entend.
Ce souci d'universalité se manifeste également par la décoration du mandapa où se trouvent sculptées des représentations des religions et philosophies majeures de l'humanité : Bouddha y côtoie  Confucius et Zarathoustra. Même Socrate et le Christ y sont représentés.
Cependant le choix personnel de commanditaires, fait dévolution des lieux au couple suprême Lakshmi Narayan, source de toute félicité.
On notera toutefois que la réalisation un rien ostentatoire et l'hommage appuyé aux commanditaires, font que le temple est plus souvent désigné comme « Birla Mandir ».

## Galerie de photos

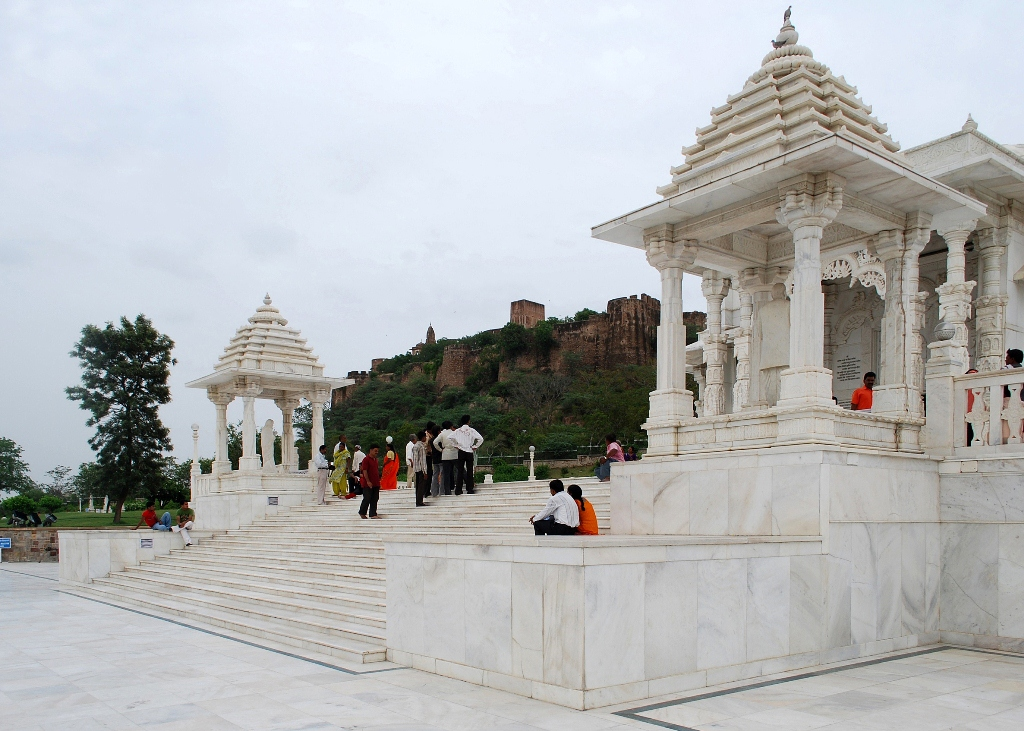
Chattris des Birla commanditaires.
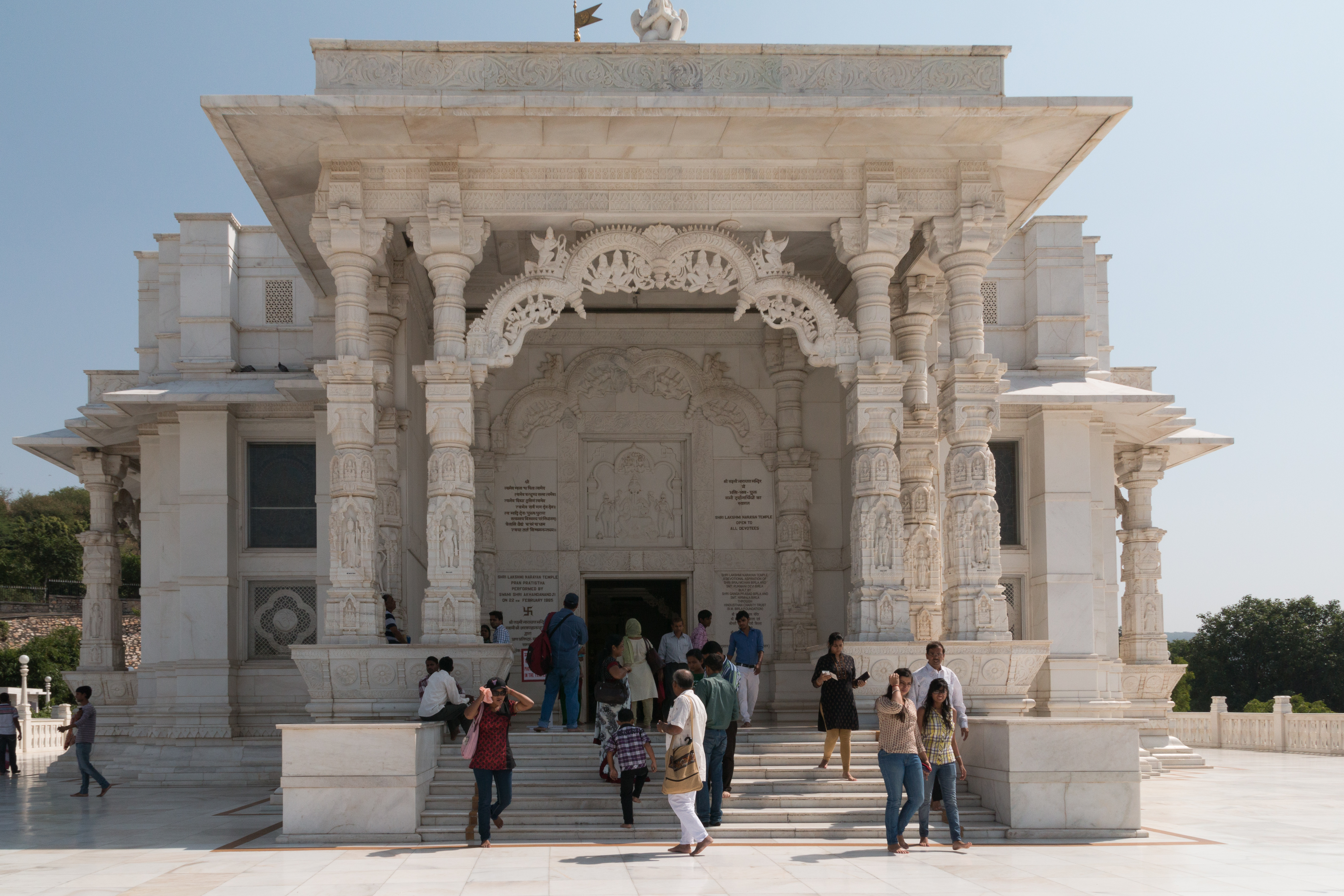
Torana de Ganesha pol.
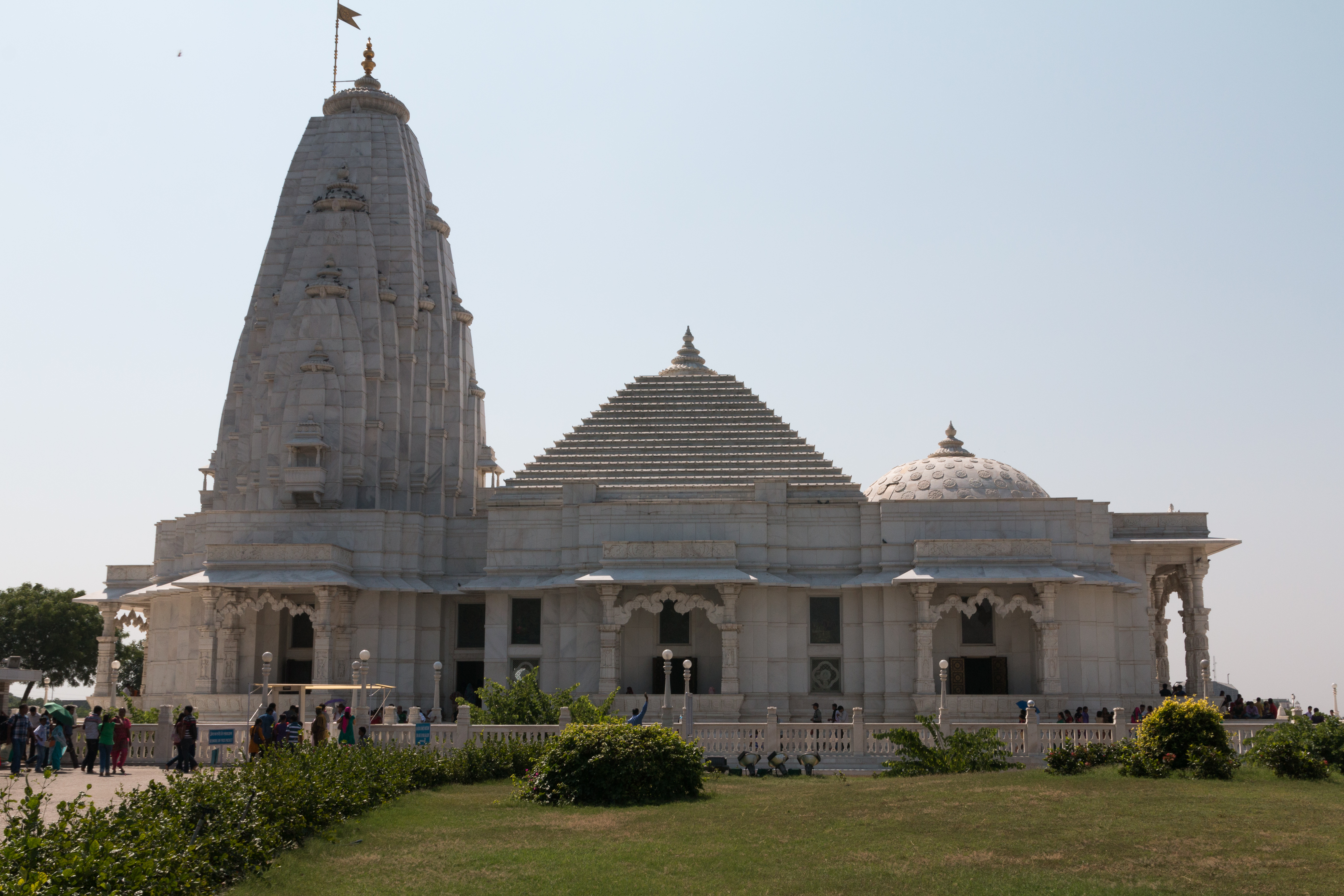
General View.